# Pljos
Pljos (rusky Плёс) je město v Ivanovské oblasti v Ruské federaci. Při sčítání lidu v roce 2010 mělo přes dva tisíce obyvatel.

## Poloha
Pljos leží na pravém břehu Gorkovské přehradní nádrže na řece Volze. Od Ivanova, správního střediska oblasti, je vzdálen přibližně 70 kilometrů severovýchodně.

## Dějiny
Osídlení je zde poprvé zmiňováno v druhé polovině 12. století. V roce 1237 jej ovšem zničily jednotky mongolského prince Bátúa. Ke založení současného Pljose tak dochází až v roce 1410, kdy je zde postavena pevnost k ochraně Kostromy a Moskvy.
V 17. a 18. století se Pljos stává obchodním střediskem a roku 1778 je povýšen na město.